# Secamone sumatrana
Secamone sumatrana är en oleanderväxtart som beskrevs av Klack.. Secamone sumatrana ingår i släktet Secamone och familjen oleanderväxter. Inga underarter finns listade i Catalogue of Life.